# Ágios Geórgios (Páos, Achaïe)
Ágios Geórgios (grec moderne : Άγιος Γεώργιος) est une localité située dans le dème de Kalávryta, dans le district régional d'Achaïe, dans la périphérie de Grèce-Occidentale, en Grèce.
Selon le recensement de 2021, elle compte 48 habitants.